# Cooperativa Santa María Magdalena
La Cooperativa Santa María Magdalena de Chozas de Canales (Toledo) nace como cooperativa en 1963.
Los viñedos son propiedad de sus socios y, a lo largo de todos estos años, han ampliado y modernizado sus instalaciones, adaptándolas a los nuevos tiempos.
Su vino combina tradición y modernidad y rememora el antiguo poblado árabe de esta localidad, conocido por Roncales.
Está enmarcada dentro del Consejo Regulador de la Denominación de Origen Méntrida.
- Datos: Q5786290